# Ready Steady Cook
Ready Steady Cook is een kookwedstrijd die wordt uitgezonden op de Engelse zender BBC. De eerste uitzending was op 24 oktober 1994.
De show wordt tegenwoordig gepresenteerd door chef-kok, kookprogramma-maker en kookboekenschrijver Ainsley Harriott.
De show bestaat uit twee ronden. In de eerste ronde worden twee kandidaten ieder aan een chef-kok gekoppeld. Elke kandidaat heeft een tas met ingrediënten meegenomen en het doel van het spel is om in een tijdsbestek van 20 minuten op zo'n creatief mogelijke manier de meegebrachte ingrediënten te verwerken in gerechten. Er kan ook een beroep worden gedaan op ingrediënten in de keukenkast waarover beide teams beschikken. De winnaar wordt vervolgens bepaald door het publiek dat door middel van het omhooghouden van borden kan stemmen op de rode Tomaatkeuken of de groene Paprikakeuken.
De tweede ronde wordt zonder kandidaten gespeeld. De beide chefs worden geconfronteerd met een zogenaamde "Quickie Bag". Hierin bevinden zich ingrediënten die in 10 minuten moeten worden verwerkt in een of meerdere gerechten. Het publiek stemt voor het meest ambitieuze of aantrekkelijke menu en vervolgens krijgt een chef de kans zijn voorstel te realiseren.
Tijdens sommige uitzendingen worden varianten van het spel gespeeld. Voorbeelden hiervan zijn het meebrengen van dezelfde ingrediënten door beide kandidaten of het meebrengen van 10 ingrediënten, waarvan de chef er 5 blind moet uitkiezen en na 10 minuten nog een zesde moet pakken. Een andere variant is wanneer er bepaalde ingrediënten uit de voorraadkast niet mogen worden gebruikt, als citrusvruchten, zuivel of brood.
Chefs die aan het programma meewerken zijn :
- Gino D'Acampo
- Garrey Dawson
- Alex Mackay
- Nick Nairn
- Paul Rankin
- James Tanner
- Tony Tobin
- Brian Turner
- Phil Vickery
- Lesley Waters
- Richard Phillips
- Maria Elia
- Ed Baines

## Trivia
Tijdens de show wordt de indruk gewekt dat de ingrediënten zijn meegebracht door de kandidaten. In werkelijkheid worden de boodschappen gedaan door het productieteam. Dit gebeurt wel in overleg met de kandidaten.
Chef-kok Phil Vickery is getrouwd met Fern Britton, zij presenteerde Ready Steady Cook vanaf de eerste aflevering in 1994 tot 2000.
In 2016 is Ready Steady Cook! gestart: een slimme boodschappenlijst gekoppeld aan recepten. De naam is mede geïnspireerd door het tv-programma: alles klaar hebben staan om te koken.